# Shinjitai
Shinjitai (shinjitai: 新字体; kyūjitai: 新字體; "nowa forma znaków") to forma znaków kanji używana od uchwalenia listy znaków kanji Tōyō w 1946. Niektóre znaki formy shinjitai można znaleźć w uproszczonym piśmie chińskim jednak zmiana nie miała tak dużego zakresu, jak reforma chińska. Dlatego też dzisiejsze znaki kanji bardziej przypominają tradycyjne pismo chińskie.
Shinjitai zostało stworzone poprzez uproszczenie skomplikowanych znaków kyūjitai (旧字体/舊字體, "stara forma pisma", nieuproszczone znaki kanji przypominające tradycyjne pismo chińskie) w procesie (bardzo podobnym do uproszczonego pisma chińskiego) zamiany tsukuri (旁) (prawostronnej części znaku kanji) wskazującej odczytanie on na inny znak o takim samym odczytaniu z mniejszą ilością kresek, lub zamianą skomplikowanej części znaku na prostszy symbol.
Począwszy od lat pięćdziesiątych dokonano jeszcze pewnych zmian, jednak od uchwalenia reformy znaków Jōyō w 1981 nie zostały poczynione żadne zmiany.

## Pochodzenie
Następujące znaki stworzone zostały jako rezultat powojennej reformy. Jednakże nie zostały stworzone od nowa, ale ich podstawą były uproszczenia stosowane w piśmie odręcznym (ryakuji, 略字) w czasach przedwojennych.
Kyūjitai→Shinjitai
鐵→鉄 (TETSU; żelazo,stal)
與→与 (On: YO, Kun: ataeru; m.in. dostarczyć, nagrodzić, przyznać)
學→学 (GAKU, manabu; uczyć się, studiować)
體→体 (TAI, karada; ciało)
臺→台 (TAI; podwyższenie, piedestał, postument, platforma; pierwszy znak w nazwie Tajwanu)
國→国 (KOKU, kuni; kraj, kraina, prowincja)
關→関 (KAN, seki; m.in. dotyczyć czegoś, odnosić się do, w powiązaniu z)
寫→写 (SHA, utsusu; fotografować, kopiować)
廣→広 (KŌ, hiroi, hirogeru; szeroki, rozszerzać, powiększać)
圓→円 (EN; marui; koło, okrągły, jen (waluta))
W użyciu są jeszcze inne formy ryakuji tego typu, jak zamiany dla znaków 門 (w uproszczonym piśmie chińskim to skrócenie, 门, stało się oficjalne) i 第 (który w Unicode występuje jako 㐧), ale nie zostały ujęte w reformie shinjitai.